# RT Trianguli Australis
Désignations
RT Trianguli Australis (en abrégé RT TrA) est une étoile variable de la constellation du Triangle austral. C'est une étoile variable de type BL Herculis, un groupe de céphéides de type II à courte période. D'après la mesure de sa parallaxe annuelle par le satellite Gaia, elle est distante d'environ 984 pc (∼3 210 al) de la Terre.

## Variabilité
La magnitude apparente de RT Trianguli Australis varie entre 9,43 et 10,18 selon une période de 1,95 jour. Sa variabilité est découverte par Annie Jump Cannon en 1910, et elle était initialement classée comme une variable de type RR Lyrae. En 1957, Cuno Hoffmeister place cette étoile ainsi que V553 Centauri dans un sous-groupe de variables dont le prototype est RW Aurigae. Plus tard, il est devenu évident que la variabilité de RT TrA n'était pas la même que celle de RW Aur, mais plutôt qu'elle était membre d'un groupe d'étoiles situées dans la bande d'instabilité, un peu au-dessus de la branche horizontale du diagramme H-R. Ces étoiles ont ensuite été nommées d'après BL Herculis, qui était alors le membre le plus brillant connu de ce groupe. Les étoiles de type BL Her ont des périodes inférieures à huit jours, et tout comme les autres variables de type BL Her, la courbe de lumière de RT TrA présente une bosse, en l'occurrence sur la branche descendante. Sa courbe de lumière est également légèrement asymétrique, le minimum se produisant en phase 0,6.

## Propriétés
RT Trianguli Australis est une étoile géante froide dont le rayon est 9,4 fois plus grand que le rayon solaire, mais sa classe de luminosité frôle périodiquement celle d'une supergéante. Durant ses pulsations, sa température effective varie entre 5 200 et 6 500 K et sa luminosité entre 138 et 200 L☉. Ses propriétés physiques la placent dans la bande d'instabilité du diagramme H-R.

## Étoile carbonée
RT Trianguli Australis est une variable céphéide inhabituellement riche en carbone. Contrairement aux véritables étoiles carbonées, elle ne montre cependant pas d'enrichissement en éléments issus du processus s. Elle présente des abondances de surfaces élevées en carbone, en azote, en fer et de quelques métaux légers, mais pas en oxygène. On pense que ces abondances inhabituelles sont le résultat de la convection des produits issus de la réaction triple alpha vers la surface de l'étoile, et on s'attend ainsi à ce qu'elle présente une proportion élevée en hélium. La plupart des autres étoiles de type BL Her ne montrent pas le même excès de carbone en surface. Les abondances élémentaires de RT TrA sont comparables à celles des étoiles de type R, plus froides.